# 66-os főút (Magyarország)
A 66-os számú főút egy két számjegyű főút, mely a két legnagyobb dél-dunántúli település, Pécs és Kaposvár közúti összekötését szolgálja.
Az alábbi nagyobb településeket érinti: Pécs, Magyarszék, Komló-Sikonda, Sásd, Gödre és Kaposvár. A 6-os főútból ágazik ki, és a 61-es főútba torkollva ér véget, bő 54 kilométer megtétele után.

## Nyomvonala
A 6-os főútból ágazik ki, annak 193+700-as kilométerszelvénye közelében, Pécs központjában, a belvárostól keletre, Meszes városrész déli részén. Észak felé indul; az ellenkező irányban ugyanott ágazik ki dél felé az alig 750 méter hosszú 5619-es út, amely az 578-as úttal, Pécs keleti elkerülőjével teremt összeköttetést a 66-oson közlekedők számára.
Komlói út néven halad végig Meszes városrészen, majd sorban Papkert, Fehérhegy, Bánom, Szabolcsfalu és Györgytelep városrészek mellett, mígnem a negyedik kilométerénél kilép a város lakott területei közül. 5,3 kilométer után kiágazik belőle kelet felé egy önkormányzati út, Józsefháza, Istvánakna és Somogy városrész felé, az 5+550-es kilométerszelvényénél pedig egy újabb elágazása következik: ezúttal nyugat felé ágazik ki a 6603-as út, amely 9,4 kilométer hosszan kanyarog a Mecsek közigazgatásilag Pécshez tartozó magaslatai között, a Tubes érintésével Remeterét felé. Ezután Árpádtető városrészt éri el az út, elhalad annak nyugati szélén, és majdnem pontosan a hatodik kilométerénél Mánfa területére lép át.
Mánfa lakott területét 9,5 kilométer után éri el; majdnem pontosan ugyanott bele is torkollik egy út: ez a 6543-as, ami Komló belvárosából indul és itt ér véget, közel 7 kilométer után. A településen az út a Kaposvári utca nevet veszi fel, de nem sokáig kanyarog itt: 10,3 kilométer után már ki is lép a házak közül. Másfél kilométeren át nyugati irányban halad, majd 11,8 után ismét észak felé fordul. Így éri el Mánfa, Komló és Magyarszék hármashatárát, 13,4 kilométer után.
Innen egy darabig a két utóbbi település határvonalát kíséri, közben a 14. kilométerénél kiágazik belőle kelet felé 65 183-as út, Sikonda felé. 14,6 kilométer után ér teljesen magyarszéki területre, és 15,4 kilométer után éri el a község házait, ahol a Kossuth Lajos utca nevet viseli. 16,1 kilométer után kiágazik belőle nyugat felé a 6602-es út: ez Magyarhertelenden és Bodolyabéren át Kishajmás határszéléig húzódik.
17,3 kilométer után az út elhagyja Magyarszék központjának házait, majd a 17+750-es kilométerszelvényénél keresztezi a 47-es számú Godisa–Komló-vasútvonalat és belép Kishertelend településrészre. Pár lépéssel  arrébb egy dupla elágazáshoz ér: kelet felől a 6542-es út torkollik bele, Komló irányából, de majdnem ugyanott ágazik ki a 65 182-es út is, Liget településre. Innét az út egy időre nyugatnak fordul, de 18,6 kilométer után ismét északnyugati irányt vesz, kilépve a településrész házai közül.
19,2 kilométer után Magyarhertelend területén folytatódik, itt egy szakaszon megint nyugati irányban húzódik, a község közig területének északi szélén – lakott területeket nemigen érintve – 21,4 kilométer után pedig elhalad Magyarhertelend, Liget és Bodolyabér hármashatára mellett. Liget községet ennél jobban nem érinti, a továbbiakban Bodolyabér területén halad, de itt is csak külterületen, nem messze a település északi határszélétől.
22,6 kilométer után lép be Oroszló területére, ahol nem sokkal később, 22,8 kilométer után már a falu lakott részeibe ér; ott a Petőfi Sándor utca nevet veszi fel és északnak fordul. 23,7 kilométer után kiágazik belőle nyugat felé 6601-es út, az innen majdnem 30 kilométerre délnyugatra fekvő Szentlőrinc felé. 24,2 kilométer után elhagyja Oroszló házait és a 25. kilométerénél újra elér egy hármashatárt: Oroszló, Sásd és Felsőegerszeg határvonalainak találkozási pontját; egyben átlép a Komlói járásból a Hegyháti járás területére.
Innen nagyjából 1,7 kilométeren át a két hegyháti település határvonalát kíséri, majd ott kiágazik belőle északkelet felé a 65 189-es út – ez Varga központjába vezet, de Felsőegerszeg lakott részei is innen érhetők el, az út fele távjánál kiágazó 65 191-es úton. Egy darabig még utána is határvonalat képezve – immár Sásd és Vázsnok határán – húzódik, de miután, 27,1 kilométer teljesítését követően keresztezi a Baranya-csatornát, teljesen sásdi területre ér.
Sásd városában előbb Szent Imre út, majd Rákóczi Ferenc út a neve, és a 28+150-es kilométerszelvénye táján egy elágazáshoz ér. Az egyenesen továbbhaladó út innen a 611-es számot viseli, és kilométer-számozás tekintetében itt ér véget, 15,4 kilométer után (Dombóvárral köti össze Sásdot), a 66-os főút pedig északnyugat felé folytatódik, Kaposvári út néven. 28,3 kilométer után keresztezi a Budapest–Pécs-vasútvonalat, Sásd vasútállomás déli szélénél; a 29. kilométerénél kiágazik belőle délnek egy alsóbbrendű bekötőút Hörnyék városrész felé, 29,2 kilométer után pedig elhagyja Sásd belterületét. 30,6 kilométer után még egy számozatlan bekötőút ágazik ki belőle a város nyugati határszéle közelében, délnyugati irányban: ez Palé községbe vezet, ami közúton más útvonalon nem is közelíthető meg.
31,5 kilométer után érkezik Baranyajenő területére, ott nyugat felé haladva, és kevéssel a 33. kilométere előtt éri el a falu lakott területét, ahol a Szabadság utca nevet veszi fel. 33,9 kilométer után, a lakott terület nyugati szélénél kiágazik belőle dél felé a 66 101-es út: ez az öt számjegyű országos közutak nagy részéhez viszonyítva kifejezetten hosszan, 11,8 kilométeres távon kanyarog, hogy elérje Baranyaszentgyörgy, Tormás és végül Szágy településeket.
35,9 kilométer után érkezik az út Gödre közigazgatási területére, ott előbb Gödreszentmárton településrészen halad át, nagyjából a 36-37. kilométerei között, Rákóczi Ferenc utca néven, majd északabbra kanyarodik és 39,6 kilométer után Gödrekeresztúr településrészt éri el. Ott Fő utca a neve, majd a település északnyugati szélét elhagyva, 41,9 kilométer után még kiágazik belőle a 65 179-es út: ez a falu északi részébe vezet.
43,9 kilométer után ismét egy hármashatárhoz ér az út, Gödre, Hajmás és Kaposkeresztúr találkozási pontjához: utóbbi kettő már Somogy vármegye Kaposvári járásához tartozik. Egy darabig a két utóbbi település határvonalát követi, majd 45,2 kilométer után egy újabb hármas határpontot érint, Szentbalázs területét elérve. 45,6 kilométer után teljesen szentbalázsi területre ér, és egyúttal kiágazik belőle egy alsóbbrendű, számozatlan út északkelet felé, Kaposhomok külterületei irányába.
Kevéssel a 48. kilométere előtt ér be Szentbalázs házai közé; ott a Fő utca nevet viseli. Mintegy két kilométeren át húzódik a falu házai között, és amint kilép a településről, 49,8 kilométer megtételét követően szinte egyből át is lép a következő falu, Sántos területére. A soron következő elágazása, néhány lépéssel ezután már sántosi területen található: a 6621-es út ágazik ki belőle Cserénfa, Kaposgyarmat, Hajmás, Gálosfa és Bőszénfa irányában. A főút utolsó méterein keresztezi a Dombóvár–Gyékényes-vasútvonalat, majd a 61-es főútba torkollva ér véget, ugyanott, ahol a kaposvári belvároson keresztülhaladó 610-es főút is kiágazik.
Teljes hossza, az országos közutak térképes nyilvántartását szolgáló kira.gov.hu adatbázisa szerint 54,276 kilométer.

## Települések az út mentén
- Pécs-Meszes
- Mánfa
- Komló-Sikonda
- Magyarszék
- (Magyarhertelend)
- (Bodolyabér)
- (Liget)
- Oroszló
- (Felsőegerszeg)
- (Vázsnok)
- Sásd
- Baranyajenő
- Gödre
- (Hajmás)
- (Kaposkeresztúr)
- Szentbalázs
- Sántos
- Kaposvár

## Története
1934-ben a kereskedelem- és közlekedésügyi miniszter 70 846/1934. számú rendelete a Pécs-Sásd közti szakaszát másodrendű főúttá nyilvánította, a Kaposszekcső-Pécs-Drávaszabolcs közti 64-es főút részeként, Sásd és Sántos közti szakasza ugyanakkor harmadrendű főút lett, 641-es útszámozással. [A 66-os útszámot akkor a Kaposvár-Andocs-Szántód útvonal kapta meg; egy archív fénykép tanúsága szerint még az 1960-as évek elején is az az út viselte a 66-os számozást.]